# Bandera de Lima
La bandera de Lima está conformada por el escudo de armas de la ciudad sobre fondo gualda. El escudo de armas es un escudo azul en donde se encuentran tres coronas doradas y en el medio una estrella. Este escudo azul está rodeado por una franja roja con bordes dorados en donde se lee, también en letras doradas, la frase en latín Hoc signum vere regum est que significa «Este es el verdadero signo de los reyes». Todo esto está flanqueado por dos águilas coronadas que encierran las letras I y K en honor a Juana I de Castilla (Ioana) y Carlos I de España (Karolus). Sobre estas letras se encuentra otra estrella dorada.
El simbolismo de la parte central del escudo está relacionado con el hecho de que Francisco Pizarro fundó la ciudad el día de la Epifanía, con las coronas representando a los Reyes Magos y la estrella a la Estrella de Belén.